# Einar Höste

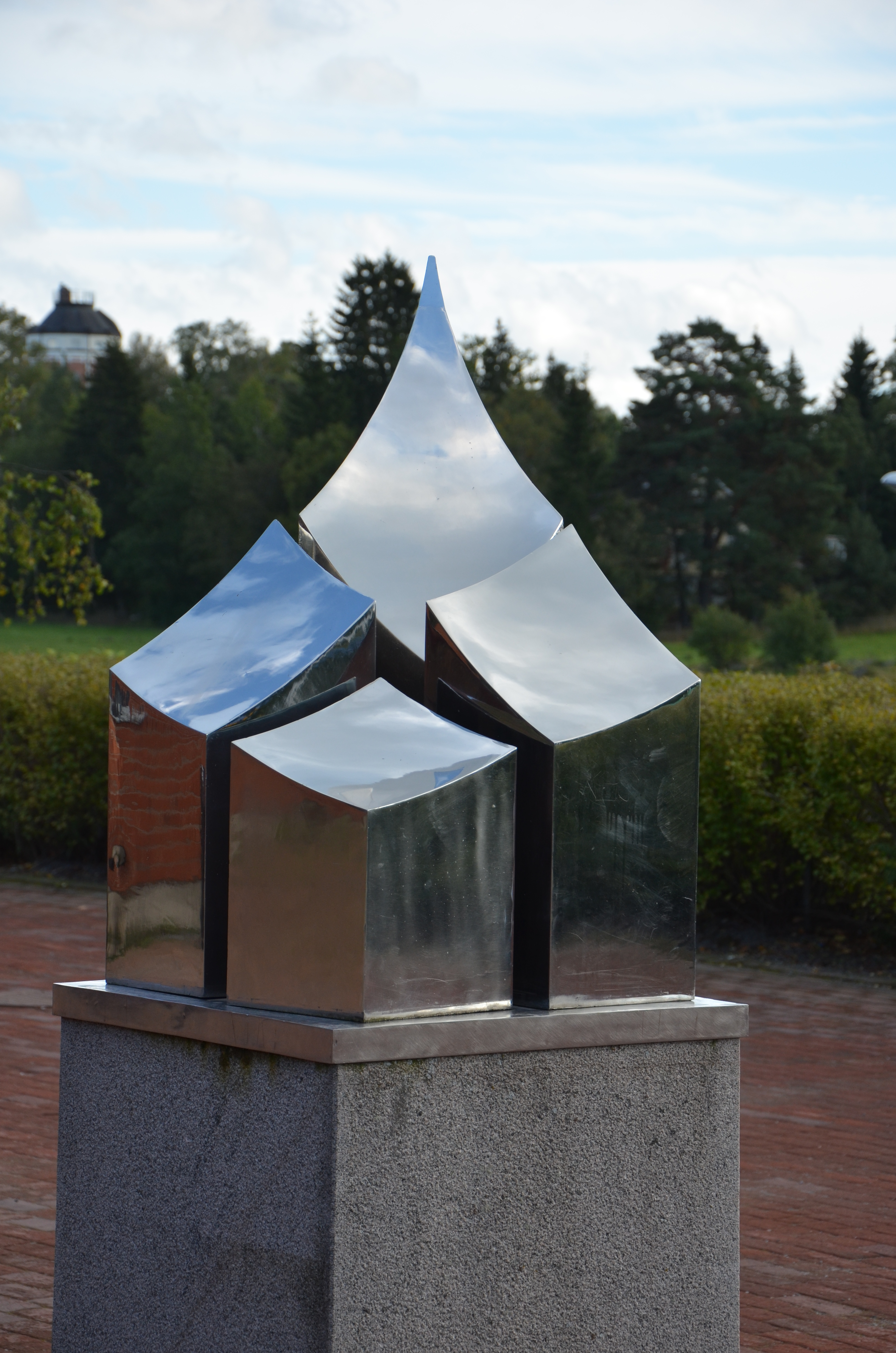
Variabel skulptur vid Danderyds gymnasium

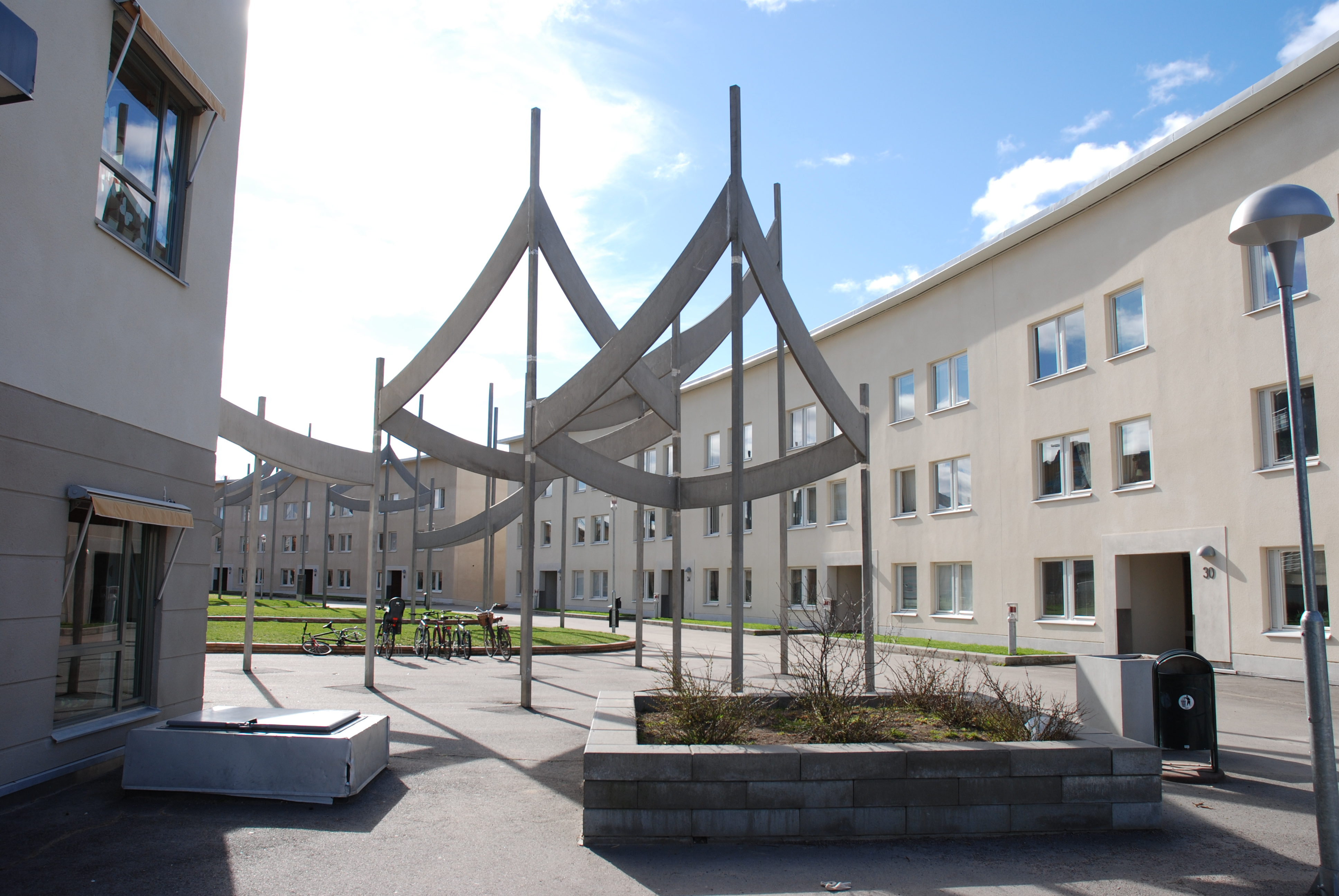
Varierad skålform i Norrköping

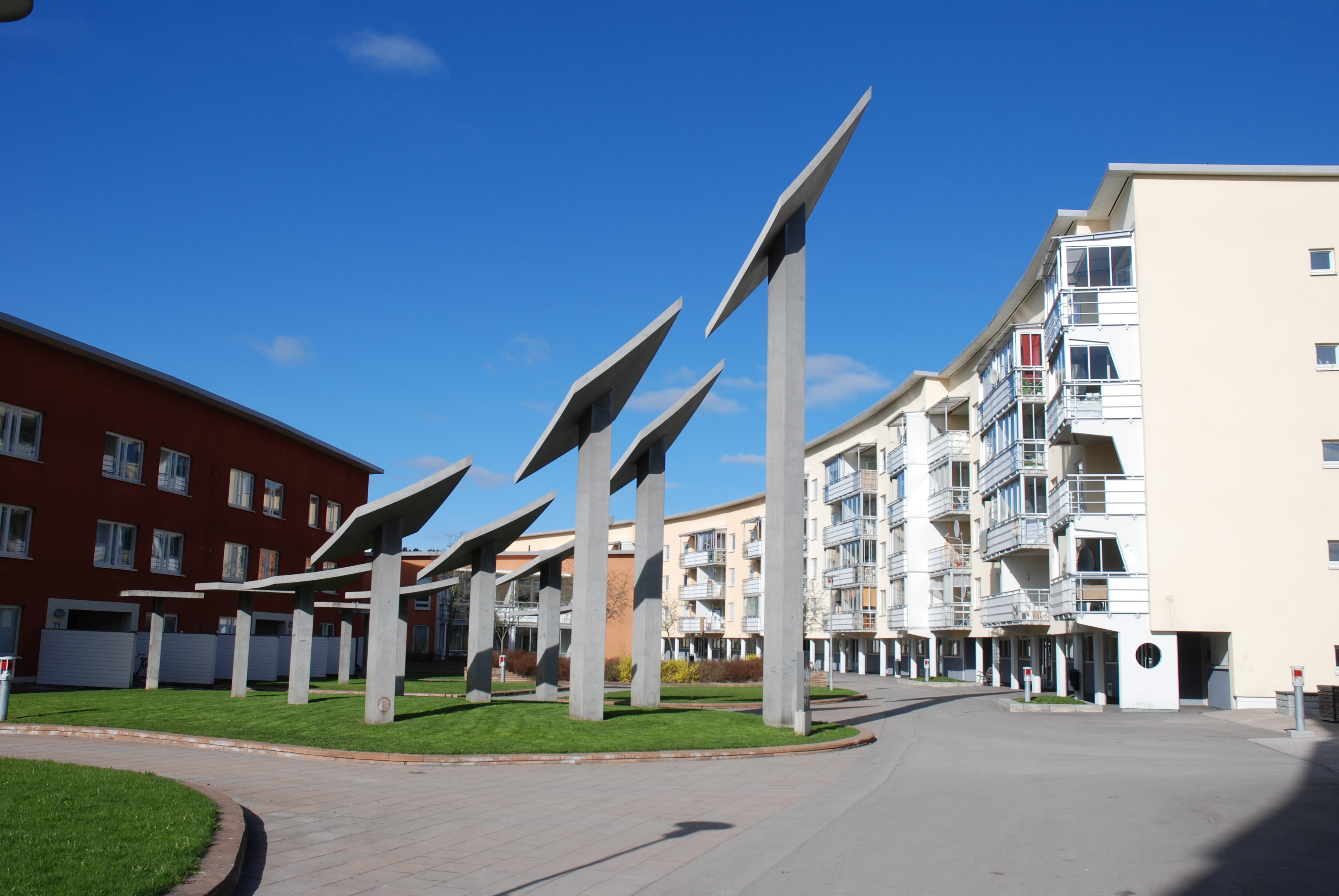
Genomgående skålform i Norrköping

Per Einar Folke Höste, född 9 september 1930 i Spånga i Stockholm, död 11 november 2013 i Stockholm, var en svensk skulptör och målare.
Einar Höste var son till schaktmästaren Per Albert Eriksson (1884–1951) och Anette Eriksson (1890–1957). Han växte upp i Stockholm och började studera skulptur på Konstfack i Stockholm 1950. Han deltog i utställningen Rörelse i konsten 1961 på Moderna Museet i Stockholm med två rörliga skulpturer och hade sin första separatutställning på Galleri Observatorium i Stockholm 1962. Han var länge knuten till Galleri Aronowitsch.
Einar Höste är känd för sina abstrakta rymdbildande skulpturer i betong, metall och plast. Han har verkat i gränslandet mellan konkretism och minimalism. Hans skulpturer rymmer ofta ett spänningsfält mellan sfären och kuben. En serie skulpturer utgörs av kuber med inskrivna sfäriska hålrum. I det centrala verket Sluten rymd, som visades på Moderna museets utställning Den inre och den yttre rymden 1965, kunde betraktaren gå in i en rymd som är på väg att transformeras mellan en sfärisk gestaltning och en kubisk.
Som målare arbetade Einar Höste sedan 1970-talet framför allt med verket Ändlös vägg på 12 x 27,7 meter i Helsingborgs centralstation i Helsingborg. I en tänkt rymd har han skissat upp fyra väggar, markerade av ett rutsystem i tunna vita linjer, men varannan ruta är markerad i mörkt blått. Där väggarna möts eller skär igenom varandra skapas dynamiska krockar. Väggarna kan tänkas fortsätta in i oändligheten. Höste finns bland annat representerad vid Norrköpings konstmuseum.
Han var sambo med konstnären Cajsa Holmstrand.  Han var ledamot av Konstakademien sedan 1989.

## Offentliga verk i urval
- Utbrytande plan (1967–1969), betong, 34 x 4 meter, Ålidhems värmeverk i Umeå[5]
- Genomgående skålform (1970), aluminium, Guldringen, Navestad i Norrköping
- Varierad skålform (1972), aluminium, Silverringen, Navestad i Norrköping
- Rymdfackverk (1983), aluminium, innergård på Karolinska universitetssjukhuset Huddinge
- Variabel skulptur (1984), rostfritt stål. innegård, Högsta domstolen i Stockholm (även vid Danderyds gymnasium 1987)
- Svep, rostfritt stål, Hjulsta i Stockholm
- XYZ (1990), rostfritt stål, Nämndhuset i Nacka
- Ändlös vägg (1991), lackerad aluminium, Helsingborgs centralstation i Helsingborg
- Konstruktion (1991), aluminium, Polishuset i Malmö
- Geodetisk skulptur (1998), cortenstål och rostfritt stål, Kungliga Biblioteket i Stockholm
- Mätpunkt (1999), kryss i valsat stål, gården till Själagårdsgatan 6 i Gamla stan i Stockholm

- Höste är representerad vid bland annat Göteborgs konstmuseum,[6] Moderna museet,[7] Kalmar konstmuseum,[8] Örebro läns museum [9] och Nationalmuseum i Stockholm.[10]